# Boreosmittia kareliborealis
Boreosmittia kareliborealis är en tvåvingeart som beskrevs av Tuiskunen 1986. Boreosmittia kareliborealis ingår i släktet Boreosmittia, och familjen fjädermyggor. Arten har ej påträffats i Sverige.